# Óblast de los Urales
El óblast de los Urales (en ruso: Уральская область) era una óblast (provincia) de la RSFS de Rusia dentro de la Unión Soviética. Fue creado el 3 de noviembre de 1923 por la agrupación de las gubernias de Perm, Ekaterimburgo, Cheliábinsk y Tiumén. La capital del óblast era la ciudad de Sverdlovsk. En el momento de su creación el área del óblast era de 1,659,000 km², y la población era de 6,380,000 habitantes. 
El 10 de febrero de 1925 se creó el ókrug autónomo de los Komi Permiacos.
En 1927,el óblast fue dividido en 16 ókrugs y 210 raiones. Las fronteras entre los ókrugs y raiones a menudo cambiaban. 
El 8 de agosto de 1930 fueron abolidos los ókrugs. El 10 de diciembre de 1930 en la parte norte del antiguo ókrug de Tobolsky fueron creados los ókrugs nacionales de Ostiako-Vogul y Yamalia. El 17 de enero de 1934 fue abolido el óblast y en su lugar se crearon los de Sverdlovsk, Cheliábinsk y Obi-Irtish. Al final de 1933, el área del óblast era de 1,896,000 km². 
- Datos: Q2996962
- Multimedia: Ural Oblast, Russian Soviet Federative Socialist Republic / Q2996962